# Agrilus aliciae
Agrilus aliciae é uma espécie de inseto do género Agrilus, família Buprestidae, ordem Coleoptera.
Foi descrita cientificamente por Bellamy, 2005.